# Festival (альбом Santana)
Festival — восьмой студийный альбом американской рок-группы Santana, вышедший в январе 1977 года. Он достиг двадцать седьмого места в чарте Billboard 200 и двадцать девятого места в чарте R&B Albums.
Группа жаждала вернуться к былой популярности, к успеху ранних альбомов, получивших платиновый статус. Группа начала экспериментировать со звучанием ради возвращения к популярности, однако альбом Festival оказался слабее предшествующего альбома Amigos (1976). Это был уже третий альбом группы с золотым статусом вместо платинового.

## Список композиций
1. «Carnaval» 2:15
2. «Let the Children Play» 3:28
3. «Jugando» 2:12
4. «Give Me Love» 4:29
5. «Verão Vermelho» 5:00
6. «Let the Music Set You Free» 3:39
7. «Revelations» 4:37
8. «Reach Up» 5:23
9. «The River» 4:53
10. «Try a Little Harder» 5:04
11. «María Caracôles» 4:32

## Хит-парады
| Год  | Название чарта  | Позиция |
| ---- | --------------- | ------- |
| 1981 | Billboard 200   | 27      |
| 1981 | UK Albums Chart | 27      |
| 1981 | ARIA Charts     | 25      |

### Сертификации
| Регион | Сертификация | Продажи  |
| --- | ------------ | -------- |
| Франция (SNEP) | Золотой      | 100 000* |
| Великобритания (BPI) | Серебряный   | 60 000^  |
| США (RIAA) | Золотой      | 500 000^ |
| * Данные о продажах приведены только на основе сертификации. ^ Данные о тиражах приведены только на основе сертификации. |              |          |